# کالدرس
کالدرس (به اسپانیایی: Calders) یک شهرستان در اسپانیا است که در کاتالونیا واقع شده‌است.

## خصوصیات
کالدرس ۳۳٫۱۰ کیلومترمربع مساحت و ۸۶۸ نفر جمعیت دارد و ۵۵۲ متر بالاتر از سطح دریا واقع شده‌است.